# Famille Ditisheim
La famille Ditisheim est une famille de Suisse, active dans l'industrie horlogère entre le XIXe siècle et XXe siècle. 

## Historique
La famille, originaire de La Chaux-de-Fonds est liée à plusieurs des autres grandes familles de l'industrie horlogère suisse notamment les Eberhard, Blum et Vogel.

## Les manufactures Ditisheim
Les Ditisheim sont à la tête de plusieurs des plus importantes manufactures horlogères suisses, notamment :
- Vulcain, fondée en 1858 par les frères Ditisheim[1];
- Movado, fondée en 1881 par Achilles Ditisheim[2] ;
- Solvil et Titus, fondée en 1892 par Paul Ditisheim[3].